# Sân bay Cueva Las Maravillas
Sân bay Cueva Las Maravillas là một sân bay nội địa mới ở San Pedro de Macoris, Cộng hòa Dominicana. Sân bay này đang hoàn thiện xây dựng cuối cùng và sẽ hoạt động trong năm 2008. Sân bay này phục vụ điểm du lịch La Cueva de Las Maravillas, một hang lớn tự nhiên thu hút du khách tham quan.

## Các hãng hàng không và các tuyến bay
Hiện có các hãng hàng không sau đây đang hoạt động tại sân bay Cueva Las Maravillas:
- Caribair (Santo Domingo [bắt đầu tháng 12 năm 2008], Santiago [bắt đầu cuối năm 2008], Samana-El Catey [bắt đầu tháng 12 năm 2008])
- Aeronaves Dominicanas (Samana-El Catey [bắt đầu tháng 12 năm 2008])